# 杜代什蒂鄉 (布勒伊拉縣)
44°53′08″N 27°26′47″E / 44.8855°N 27.4464°E
杜代什蒂鄉（羅馬尼亞語：Comuna Dudești, Brăila），是羅馬尼亞的鄉份，位於該國東南部，由布勒伊拉縣負責管轄，面積101平方公里，海拔高度43米，2007年人口3,869，人口密度每平方公里38人。